# Dumble
Dumble (lit. Dumblynė) – kolonia na Litwie, w okręgu uciańskim, w rejonie jezioroskim, w starostwie Turmont.
Dawnej folwark Dumble Wielkie.

## Historia
W dwudziestoleciu międzywojennym folwark leżał w Polsce, w województwie nowogródzkim (od 1926 w województwie wileńskim), w powiecie brasławskim, w gminie Smołwy.
W 1931 w 1 domu zamieszkiwało 5 osób.
Wierni należeli do parafii rzymskokatolickiej w Smołwach. Miejscowość podlegała pod Sąd Grodzki w m. Turmont i Okręgowy w Wilnie; właściwy urząd pocztowy mieścił się w m. Turmont.